# Gerlinde Dill
Gerlinde Dill (* 25. Juli 1933 in Wien; † 27. Dezember 2008 ebenda) war eine österreichische Tänzerin und Choreographin.

## Leben
Gerlinde Dill studierte ab 1940 an der Ballettschule der Wiener Staatsoper. Zusätzlich studierte sie an der Universität für Musik und darstellende Kunst Wien sowie bei Pädagogen in Paris und London. Sie war u. a. Schülerin von Willy Fränzl, Riki Raab und Grete Wiesenthal. 1949 wurde sie Mitglied des Wiener Staatsopernballetts und verkörperte dort zahlreiche Solopartien. Parallel zu ihrer Laufbahn als Tänzerin begann 1963 ihre Tätigkeit als choreographische Assistentin, als Proben- und Trainingsleiterin sowie als Lehrerin an der Ballettschule der Wiener Staatsoper. 1980 wurde sie unter Ballettdirektor Gerhard Brunner mit der Position der Ballettmeisterin der Wiener Staatsoper in die Ballettleitung berufen und war in der Spielzeit 1990/91 Ballettdirektorin des Wiener Staatsopernballetts. In den Jahren darauf war sie unter Intendant Brunner Ballettdirektorin der Grazer Oper. Sie schuf zahlreiche Choreographien für verschiedene Opernhäuser und Ensembles, Opernproduktionen und Neujahrskonzerte. Von 1976 bis 1995 gestaltete sie die Choreographien des vom ORF weltweit übertragenen Neujahrskonzerts der Wiener Philharmoniker. Insbesondere ihre Walzerchoreographien gelten als stilprägend für dieses Genre.
Gerlinde Dill war von 1966 bis 1970 mit dem Tierfilmer und Autor Werner Fend verheiratet. Dieser Beziehung entstammen zwei Kinder. Aus ihrer zweiten Ehe entstammt eine Tochter.

## Ehrungen
- 1991: Verleihung des Titels „Professor“ durch die Republik Österreich
- 2004: Ehrenkreuz für Wissenschaft und Kunst I. Klasse[1]